# 26th Street/Bergamot (métro de Los Angeles)
26th Street/Bergamot est une station du métro de Los Angeles desservie par les rames de la ligne E et située à Santa Monica en Californie.

## Situation sur le réseau
Station du métro de Los Angeles en surface, 26th Street/Bergamot se situe sur la ligne E à l'intersection de Olympic Boulevard et de 26th Street à Santa Monica à l'ouest de Downtown Los Angeles. 
La ligne E, avec ses 24,5 kilomètres de rail, fait la liaison entre le centre-ville de Los Angeles et celui de Santa Monica,.

## Histoire
En service de 1875 à 1953 en tant que gare des réseaux de chemin de fer Los Angeles and Independance et Pacific Electric, la station 26th Street/Bergamot est remise en service le 20 mai 2016, lors de l'inauguration des sept stations de la phase 2 des travaux de construction de la ligne E. Auparavant, la station était nommée Bergamot.

## Services aux voyageurs

### Desserte
26th Street/Bergamot est desservie par les rames de la ligne E du métro. Des rames de métro y circulent de 5 heures du matin environ jusqu'à 1 heure le jour suivant.
Elle se situe notamment à côté de la Bergamot Station (en), une galerie d'art ayant servi par le passé comme point d'arrêt du Los Angeles and Independence Railroad et de la Santa Monica Air Line (en) de Pacific Electric jusqu'en 1953,.

### Intermodalité
La station est desservie par les lignes d'autobus 5, 16 et 43 de Big Blue Bus (en). Aucun stationnement incitatif ne se trouve à proximité de la station.

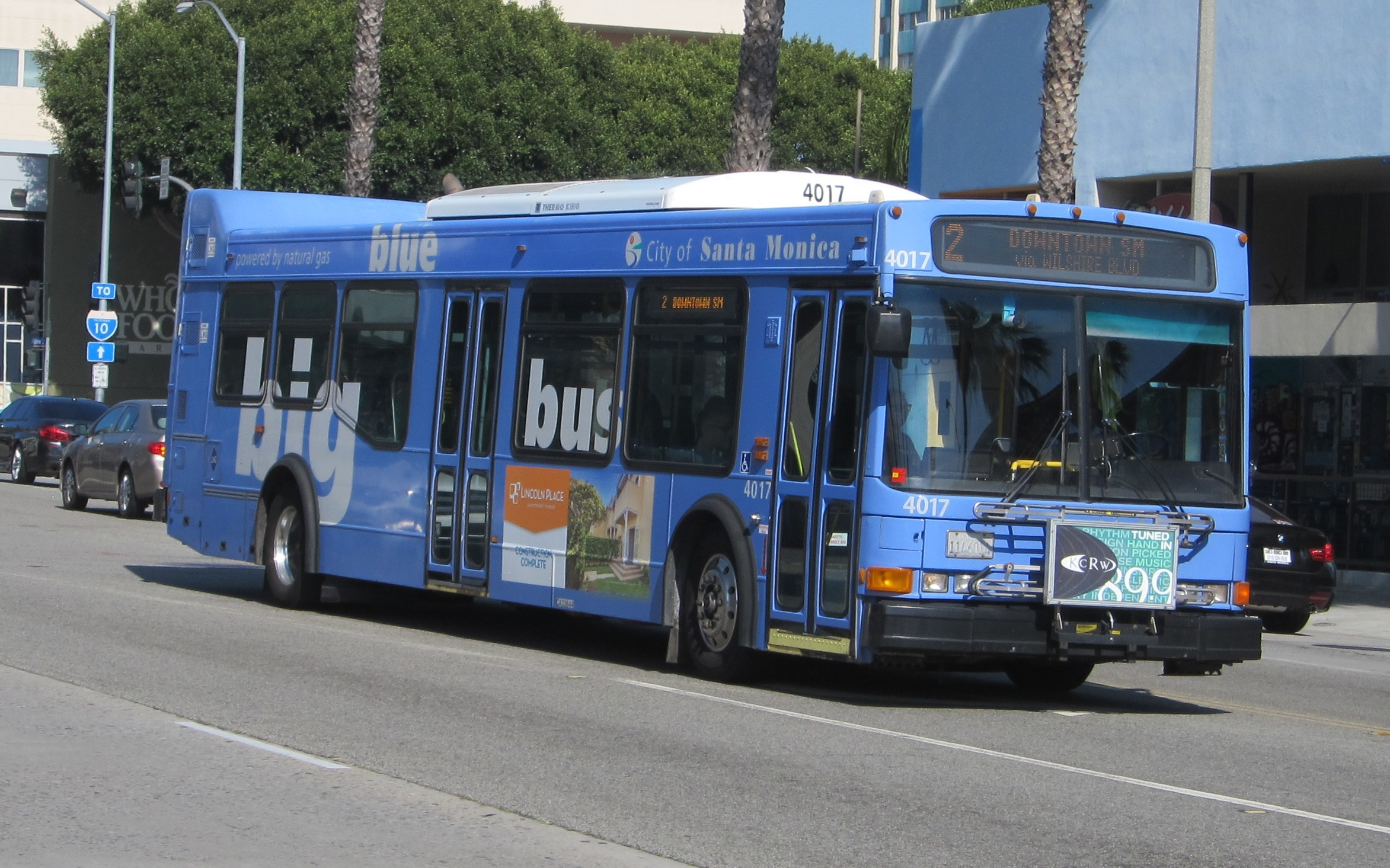
La station est desservie par des lignes d'autobus du réseau Big Blue Bus de Santa Monica.

## Art dans la station
L'œuvre d'art public intitulée Local Color et créée en 2013 par l'artiste Constance Mallinson orne la station, il s'agit de plusieurs panneaux aux couleurs vives, dans le but d'y célébrer l'art de la Californie du Sud,,.